# خاورکاج فورچون
خاورکاج فورچون (نام علمی: Keteleeria fortunei) نام یک گونه از سرده خاورکاج‌ها است.